# トッキッキ
トッキッキは、新潟県の宣伝マスコットキャラクターの名称。
元は、2009年開催の第64回国民体育大会・トキめき新潟国体および第9回全国障害者スポーツ大会・トキめき新潟大会の共通マスコットキャラクターであった。

## キャラクター

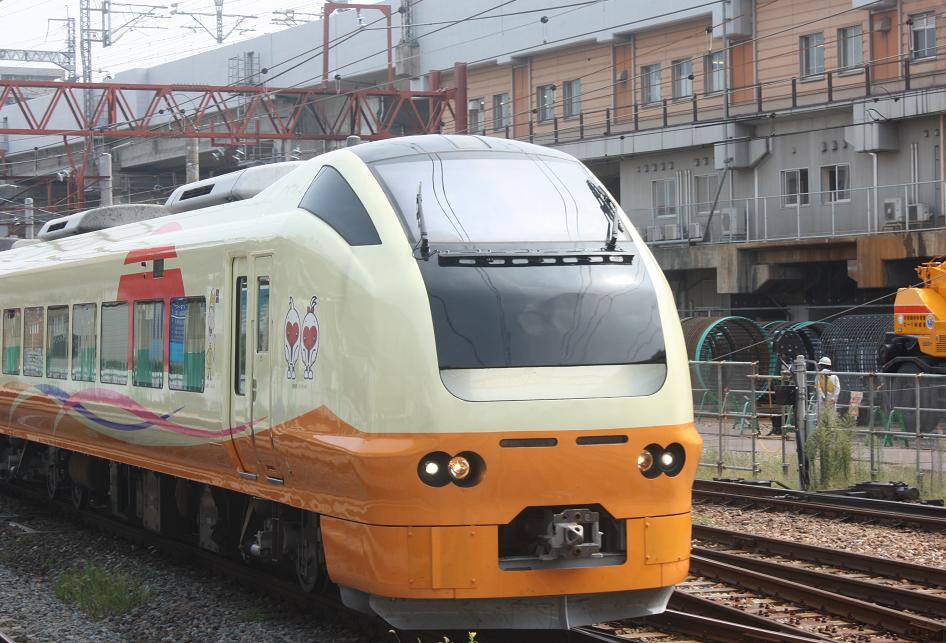
E653系へのトッキッキイラスト貼付状況（2013年9月14日撮影）

新潟県の県鳥であるトキのつがいがモチーフ。男の子・女の子のペアであり、ペアで「トッキッキ」と命名されている。丸みを帯びた体型と顔の赤いハートが特徴。またハートには、大会名称である「トキめき」と「大会参加者の熱い想い」という意味が込められている。その愛嬌ある風貌から県内での人気度は高い。
トキめき新潟国体・トキめき新潟大会終了に伴い大会マスコットとしての任務を終えたが、その人気の高さから、新潟県は2009年10月14日トッキッキを「宣伝課長」に任命、当時の知事の泉田裕彦より辞令が交付された。
とっぴー
男の子キャラ。2005年11月17日生まれ。元気で運動神経が抜群。スポーツをするだけでなく、観戦も大好き。
きっぴー
女の子キャラ。2005年11月17日生まれ。好奇心が旺盛であり、友達を大勢作ることが夢。おしゃべりが大好き。

## 大会における活動
同大会で行われる各種競技を模したイラスト等が描かれる。また新潟県内のスポーツ大会や各種イベント等で着ぐるみが参加することも多い。大規模イベントでは、巨大バルーン遊具「きっぴーのふわふわトランポリン」が登場することもある。
大会イメージソング「ガムシャラな風になれ（作詞・作曲:カナデフウビ、補作:ヤマハ音楽振興会、唄:須藤麻友美）」に合わせて踊る「トッキッキダンス」があり、そのCDやDVDは「CD・DVD協賛」として有償提供されている。また一部実行委員会サイトでの閲覧もできる。